# Ben Sluijs
Ben Sluijs (Antwerpen, 6 maart 1967) is een Belgische jazzsaxofonist, fluitist en componist.

## Biografie
Sluijs volgde vijf jaar een klassieke saxofoonopleiding in de muziekacademie van Vilvoorde bij Rudy Haemers. Hij kreeg op stages les van onder andere François Daneels, Norbert Nozy, Willy Demey en Ed Bogaerts. Toen hij vijftien was, werd hij geïnteresseerd in jazz. Na afloop van zijn klassieke opleiding, ging hij vier jaar naar de Antwerpse Jazz Studio waar hij les volgde bij John Ruocco. Vervolgens ging hij voor een jaar naar de klas van Steve Houben op het conservatorium van Brussel. Hij studeerde uiteindelijk af aan het conservatorium van Tilburg. In 2004 ging Sluijs naar de Verenigde Staten om bij David Liebman lessen te volgen.
Hij werkt graag samen met Erik Vermeulen.
Béla Bartók is een belangrijke invloed in de muziek van Sluijs. Zijn stijl wordt beschreven als lyrisch en poëtisch.
Sluijs is docent jazzsaxofoon aan het conservatorium van Antwerpen.

## Discografie

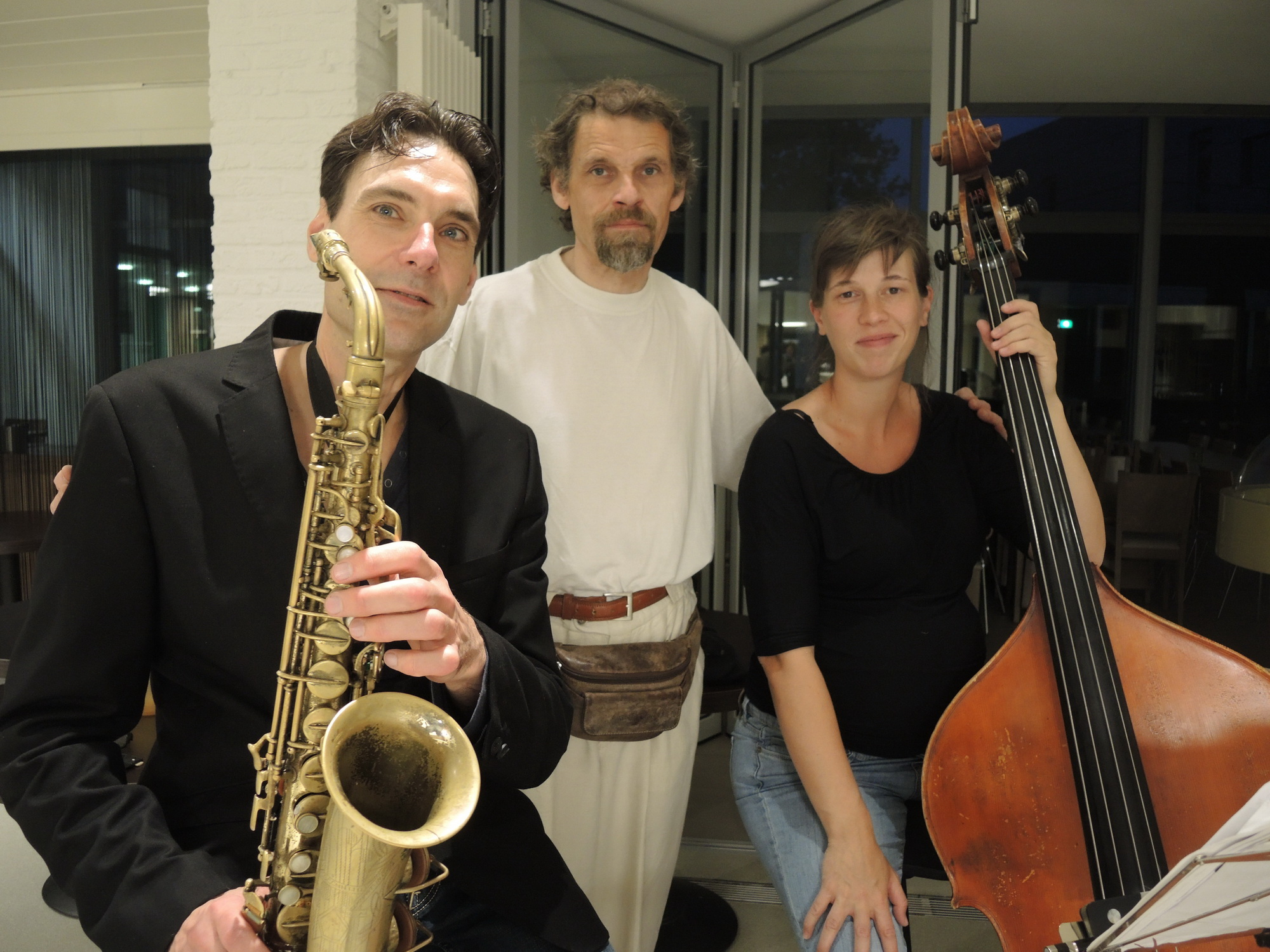
Ben Sluijs (links) op een concertavond in het Elewijt Center in 2014

### Ben Sluijs Quartet (verschillende samenstellingen)
- met Stacy Rowles: Till Next Time (1991)
- Food For Free (1997)
- Candy Century (1999)
- Seasounds (2001)
- Flying Circles (2002)
- True Nature (2005)
- Somewhere in Between (2006)
- Particles (2018)

### Ben Sluijs/Erik Vermeulen Duo
- Stones (2001)
- Parity (2010)
- Decades (2014)

### Ancesthree
- Ancesthree (2002)

### The Unplayables
- Harmonic Integration (2008)

### 3/4 Peace
- 3/4 Peace (2012)
- Rainy Days On the Common Land (2015)

### Ben Sluijs Solo
- Solo Recordings (2018)

### Serge Lazarevitch Trio
- Still Three, Still Free (2020)

Sluijs speelde ook als deelnemer of gast op andere albums.

## Prijzen

### Gewonnen
- 1999: Antoon Van Dijckprijs van de Stad Antwerpen[4]

### Genomineerd
- 2016: Sabam Jazz Awards in de categorie "Gevestigde waarde"[12]
- 2018: Sabam Jazz Awards in de categorie "Gevestigde waarde"[13]